# Big Rude Jake
Big Rude Jake, nom de scène d'Andrew Jacob Hiebert, né le 1er mars 1963 à Saint Catharines (Ontario) et mort le 17 juin 2022, est un musicien et chanteur canadien. 
Avec ses ensembles, il a enregistré plusieurs albums mélangeant allègrement le jazz, le blues, le rock et le punk rock, connaissant un succès d'estime intéressant, particulièrement lors de la période où le swing connut un regain d'intérêt, vers la fin des années 1990. Big Rude Jake s'est éclipsé durant quelques années avant de refaire surface au printemps 2006.

## Biographie
Butane Fumes & Bad Cologne, le premier album de Big Rude Jake and his Gentlemen Players, est enregistré en deux jours, les 26 et 27 juillet 1993, à Toronto, par le chanteur et cinq musiciens. Conçu avec un budget minime et réalisé par Gordie Johnson, producteur et chanteur du groupe rock canadien Big Sugar, l'idée originale de Big Rude Jake est de créer de nouvelles compositions en utilisant divers styles musicaux datant de six ou sept décennies. Ce mélange de musiques d'autrefois et de textes résolument modernes éloigne l'ensemble des groupes jazz qui se contentent de revisiter les classiques.
Le groupe poursuit dans la même veine en 1996 avec Blue Pariah. Swing Baby obtient une certaine diffusion dans de petites stations de radio, alors que l'Amérique s'intéresse soudainement au swing. Cependant, incapable d'obtenir une distribution convenable pour cet album en sol américain, Big Rude Jake quitte son groupe et le Canada, pour s'installer à Brooklyn dans l'État de New York. Le mélange de rock, de punk et de jazz s'affirme davantage sur le troisième album, Big Rude Jake, où le chanteur s'adjoint les services de nouveaux musiciens. Le disque sera distribué aux États-Unis sur le label indépendant Roadrunner Records.
Suivra quelques années plus tard un quatrième disque, beaucoup moins jazz, mais plus rock et soul. Intitulé Live Faust, Die Jung, ce disque connait peu de succès. Big Rude Jake disparaît pendant quelques années, jusqu'au printemps 2006, où il se produit à quelques reprises à Toronto, remet en ligne son site web, et annonce son retour.

## Discographie
- 1993 : Butane Fumes & Bad Cologne, éd. Spanky Productions
- 1996 : Blue Pariah, Spanky Productions
- 1999 : Big Rude Jake, éd. Roadrunner Records
- 2002 : Live Faust, Die Jung
- 2009 : Quicksand